# Irene Peacock

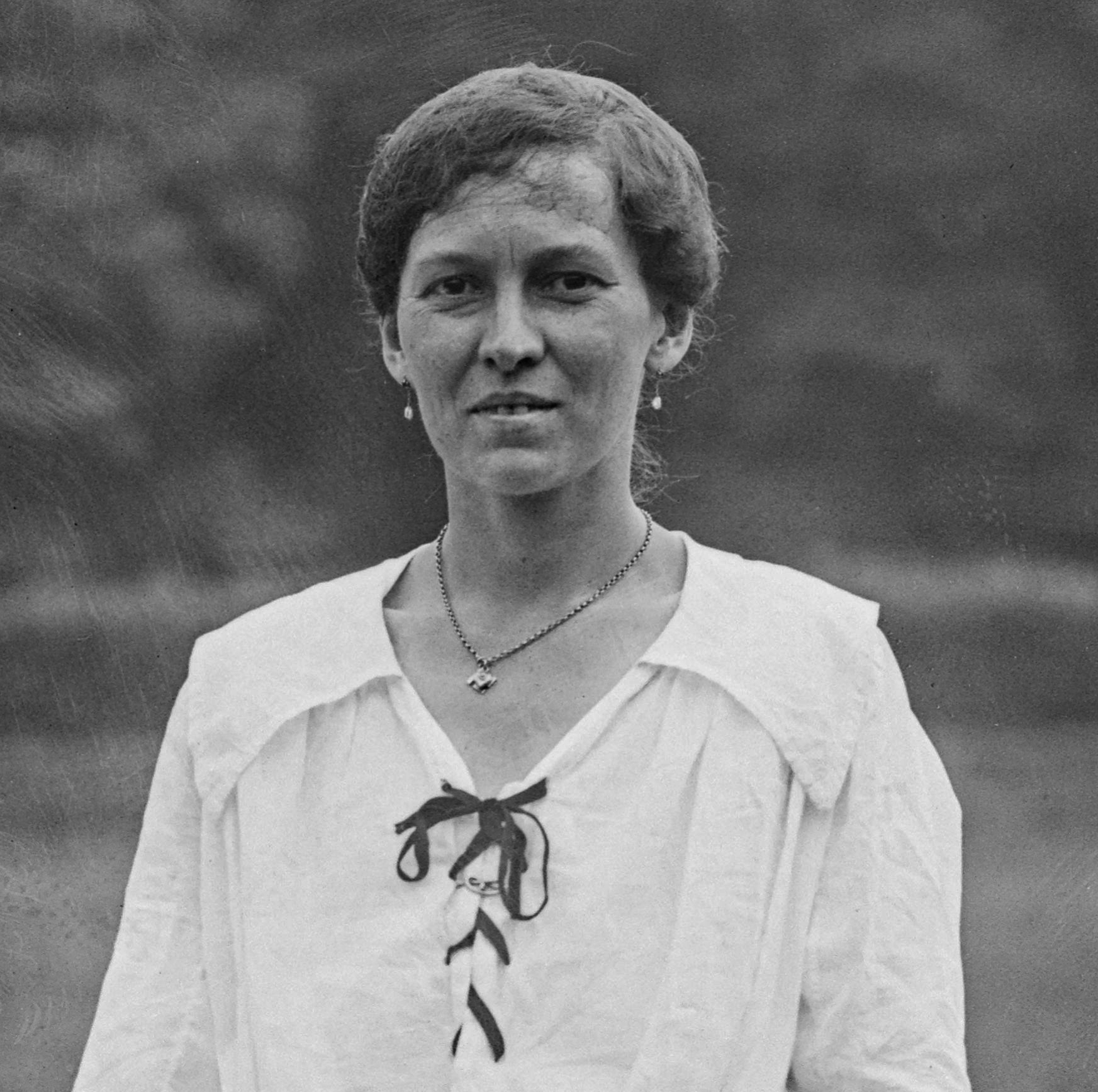
Peacock 1921 in Paris

Irene Evelyn Peacock (* 27. Juli 1892 als Irene Bowder; † 13. Juni 1978) war eine südafrikanische Tennisspielerin in den 1920er-Jahren.

## Karriere

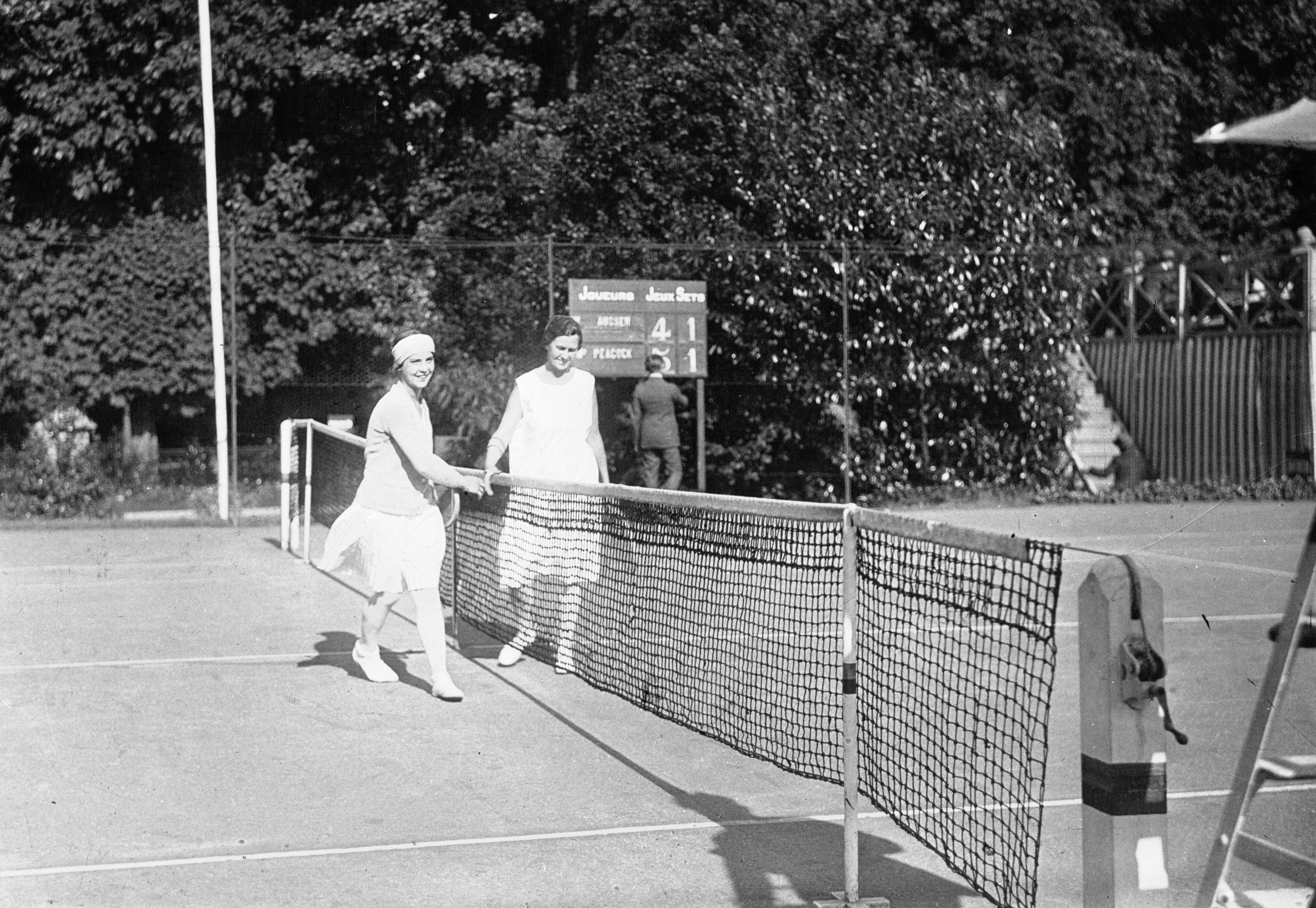
Irene Peacock (re.) bei den Französischen Meisterschaften 1927, nach ihrem Viertelfinal-Sieg gegen Cilly Aussem

Peacock erreichte 1921 das Finale der Britischen Hallenmeisterschaften, verlor dies allerdings Dorothy Holman in drei Sätzen. Ihren größten Erfolg feierte sie
1927, als sie mit ihrer Landsfrau Bobbie Heine das Damendoppel bei den französischen Tennismeisterschaften (heute French Open) gewann. Sie besiegten Peggy Saunders und Phoebe Holcroft Watson glatt in zwei Sätzen mit 6:2, 6:1. Im Einzel erreichte sie ebenfalls das Finale, unterlag allerdings der Niederländerin Cornelia Bouman mit 2:6 und 4:6.
Daneben erreichte sie 1921 und 1927 das Doppelfinale bei den Wimbledon Championships.

## Doppeltitel
| Nr. | Jahr | Turnier                      | Partnerin    | Finalgegnerinnen            | Endergebnis |
| 1.  | 1927 | Französische Meisterschaften | Bobbie Heine | Peggy Michell Phoebe Watson | 6:2, 6:1    |